# 高橋竹仙
竹山流津軽三味線
高橋竹仙

1960年 加古川生まれ（本名；丸山浩之）
1978年 加古川東高校卒業後、高橋栄山師に入門
1980年 「竹仙」を襲名
1983年 石川県ホテル百万石専属プロ契約。
1986年 福井県ホテルグランデア専属プロ契約。
1999年 南アフリカ共和国公演参加
2001年 カウントダウンイベント、出演。
2001年 ジャズと初セッション～サックスとのライブ活動開始
2002年 12月15日地元加古川にて初コンサート開催
2003年 『高橋竹仙』を襲名、3月  ロシア公演参加
2004年10月 「津軽の風」コンサート主催（明石西部市民会館）
2005年2月 スペシャルオリンピック長野大会　北野文芸座、出演
2005年6月 ピアノ・ソプラノとのコンサート開催（松風ギャラリー）
2005年10月 西神吉小学校コンサート
2006年2月明石労音コンサート（サンピア明石）
2006年陵南中学校、両荘中学校、氷丘中学校
　　　　　神吉中学校、平岡中学校の５校でコンサート
2007年3月 「津軽の風」コンサート主催（たつの市アクアホール）加古川東高校、伊保小学校でコンサート
2008年5月 「津軽の風」コンサート（加古川）、10月（小野市）
2010年4月「津軽の風」コラボコンサート（ウェルネスパーク）
2012年5月「津軽の風」コラボコンサート（稲美コスモホール）
2015年12月小田祐一郎氏の作曲＆プロデュースによるアルバム「妙音三昧」で、New York City Recordsより世界デビュー。
2016年3月加古川市民会館主催「津軽の風」12月松風ギャラリー主催「わの心」主演
2017年1月〜ノーベル「男梅」テレビCMに出演
2018年5月　加古川市民会館 高橋竹仙40周年 「津軽の風」コンサート主演
2019年12月　姫路市文化センター　津軽三味線コラボコンサート「津軽の風」主催

関西を中心に全国各地で公演し、各種団体への講演もしています。
竹山流の古典の三味線を継承しながら、和太鼓とのセッションやヴァイオリン、コントラバス、ピアノとのコラボレイションなど幅広く活躍中。学校コンサートも好評を得ています。